# Chisago County
Chisago County är ett county i Minnesota i USA. Vid folkräkningen 2010 var invånarantalet 53 887 personer. Kommunstyrelsen finns i Center City som har cirka 500 invånare. De största städerna är dock Lindström med cirka 3 000 invånare och Chisago City med cirka 2 500 invånare.

## Historia
Chisago är liksom många andra counties i Minnesota starkt påverkat av svenska invandrare som bosatte sig i staten under mitten av 1800-talet. 
Vilhelm Moberg besökte trakten på 1940-talet för att samla material till sitt utvandrarepos. Det är här de litterära figurerna Karl-Oskar och Kristina Nilsson från Ljuders socken i Småland hittar sitt nya hem vid sjön Ki-Chi-Saga (från indianspråket Ojibwe där Ki-chi-saga-igun har betydelsen "Stor-sjö-med-ett-utlopp"). Sjöns namn förkortades senare och heter numera Lake Chisago. ”Karl Oskar days” firas varje år i staden Lindstrom.

## Politik
Chisago County har röstat för republikanernas kandidat i samtliga presidentval under 2000-talet. I valet 2016 vann republikanernas kandidat med siffrorna 61 procent mot 30,7 för demokraternas kandidat. Historiskt var demokraterna starka i området mellan 1990- och 1960-talen och under 1930-talet. Dessförinnan var republikanerna starka i området, exempelvis i valet 1904 fick republikanernas kandidat Theodore Roosevelt hela 91,5 procent av rösterna.

## Geografi
Enligt United States Census Bureau har countyt en total area på 1 146 km². 1 082 km² av den arean är land och 64 km² är vatten.

### Angränsande countyn
- Pine County - nord
- Burnett County, Wisconsin - nordost
- Polk County, Wisconsin - öst
- Washington County - syd
- Anoka County - sydväst
- Isanti County - väst
- Kanabec County - nordväst